# 아그수구
아그수구(아제르바이잔어: Ağsu rayonu)는 아제르바이잔 중부에 위치한 구로 행정 중심지는 아그수이며 면적은 1,020km2, 인구는 65,900명(2007년 기준)이다.